# Isothecium alopecuroides
Espèce
Isothecium alopecuroides est une espèce de mousses de la famille des Brachytheciaceae (division des Bryophyta).